# Sphagnum magellanicum
Sphagnum magellanicum es una especie de musgo de la familia Sphagnaceae. Es endémica de Argentina, Chile y Perú.[cita requerida]  Su hábitat natural son las turberas y humedales. 

## Fuente
- Bryophyte Specialist Group 2000.  Sphagnum magellanicum.   2006 IUCN Lista Roja de Especies Amenazadas, 23 de agosto de 2007.